# Барбарин ров
Барбарин ров (словен. Barbara rov) је део рудника Худа јама, близу места Худа Јама, у Словенији. Ту се налази масовна гробница и место је покоља којег су починили Титови партизани након завршетка Другог светског рата. Без суђења масовно су убијали војнике и цивиле, међу којима је било највише Срба али и припадника других народа из бивших југословенских република.
О масовној гробници се први пут јавно расправљало током 1990. након пада комунизма у СФР Југославији. Те године је подигнута спомен капела на месту Барбарин ров, иако је тачан положај свих гробова у то време био непознат. Има призора где се лешеви држе за руке.
Барбара ров је како се процењује за сада највећа масовна гробница у Словенији са до сада откривених 12.000 жртава. Највише Срба и Црногораца убијено је и бачено у јаму код Кочевог рога. Та јама још није откопана и процењује се да у њој може да буде чак и 20.000 жртава. Код Зиданог Моста стрељани су и покопани Црногорци, припадници Краљевске југословенске војске у отаџбини, али и већи број свештеника Српске православне цркве из Црне Горе.

## Повезани чланци
- Масакр у Кочевским шумама